# Tverečius
Tverečius is een plaats in de gemeente Ignalina in het Litouwse district Utena. De plaats telt 272 inwoners (2001).